# Marie Arnesen
Marie Benedicte Sophie Hedevig Arnesen, född 1 juli 1824 i Köpenhamn, död 21 juni 1891 i Frederiksberg, var en dansk debattör. Hon brukar kallas den första kvinna i Danmark som deltog i den offentliga debatten i dansk press. 